# Andrea Consigli
Andrea Consigli (ur. 27 stycznia 1987 w Mediolanie) – włoski piłkarz występujący na pozycji bramkarza.

## Kariera klubowa
Od 2004 Consigli trenował w młodzieżowej drużynie Atalanty BC z miasta Bergamo. Grał tam przez dwa lata, po czym na sezon 2006/2007 został wypożyczony do grającego w Serie C1/B Sambenedettese Calcio. W nowym klubie wywalczył sobie miejsce w podstawowej jedenastce i rozegrał łącznie 32 ligowe spotkania. Kolejne rozgrywki Consigli spędził w Rimini. Tam także miał zapewnione miejsce w wyjściowej jedenastce i wystąpił w 35 pojedynkach. Razem z drużyną uplasował się na siódmej pozycji w tabeli Serie B, a dobra forma sprawiła, że latem 2008 włoski bramkarz został włączony do kadry pierwszego zespołu Atalanty Bergamo.
Początkowo w drużynie z Bergamo Consigli pełnił rolę zmiennika dla Ferdinando Coppoli. Zadebiutował 1 lutego 2009 w wygranym 1:0 meczu Serie A z Calcio Catania i od tego czasu stał się podstawowym bramkarzem Atalanty. W sezonie 2008/2009 rozegrał łącznie 17 spotkań w pierwszej lidze. Kolejne rozgrywki również rozpoczął jako członek pierwszego zespołu i spadł z Atalantą do drugiej ligi.
W 2014 roku podpisał kontrakt z US Sassuolo.

## Kariera reprezentacyjna
Consigli ma za sobą występy w młodzieżowych reprezentacjach Włoch. Grał w drużynach do lat 16, 17, 18, 19, 20 i 21. W ostatniej z nich zadebiutował 15 sierpnia 2006 w towarzyskim spotkaniu przeciwko Chorwacji. W juniorskich reprezentacjach Consigli rozegrał już łącznie 52 mecze, brał udział między innymi w Mistrzostwach Europy U-21 2007.
W 2008 Pierluigi Casiraghi powołał go do 18-osobowej kadry „Squadra Azzura” na Igrzyska Olimpijskie w Pekinie. Na turnieju tym wychowanek Atalanty Bergamo pełnił rolę rezerwowego dla Emiliano Viviano.